# Трактористи (фільм)

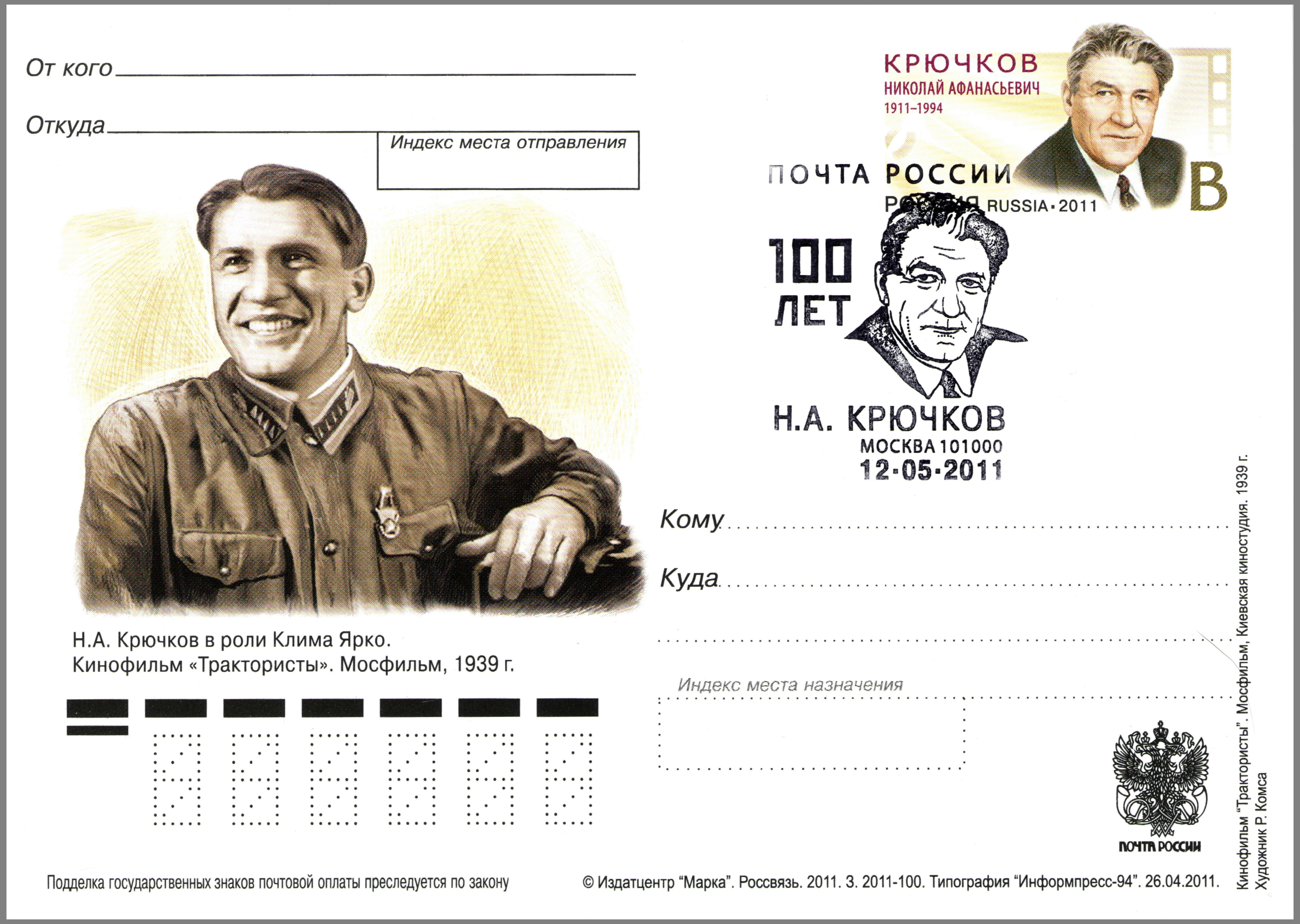
Микола Крючков в ролі Клима Ярка. Марка

«Трактористи» (рос. «Трактористы») — радянський музичний художній фільм-комедія 1939 року, знятий на кіностудії «Мосфільм», поставлений Іваном Пир'євим. Удостоєний Сталінської премії.

## Сюжет
1938 рік. Демобілізований старшина Клим Ярко повертається з Далекого Сходу. У вагоні-ресторані він з двома друзями-танкістами п'є пиво і хвалить рідну Україну. Клим показує друзям газету «Правда» з фотографією своєї землячки Мар'яни Бажан — бригадира жіночої тракторної бригади, кавалера ордена Трудового Червоного Прапора, — «до неї поїду!».

## У ролях
- Марина Ладиніна — Мар'яна Бажан
- Микола Крючков — Клим Ярко
- Борис Андреєв — Назар Дума (перша роль у кіно)
- Степан Каюков — Кирило Петрович
- Петро Алейников — Савка
- Володимир Колчин — Харитоша
- Ольга Боровикова — Франя
- Олексій Долинін — Тарас Федорович, пожежник з Мелітополя
- Петро Савін — танкіст, друг Клима
- Артавазд Кефчіян — танкіст-грузин, друг Клима
- Аркадій Райкін — танцюючий тракторист (епізод)
- Раїса Томашевська (Дніпрова-Чайка) — Марківна

## Цікаві факти

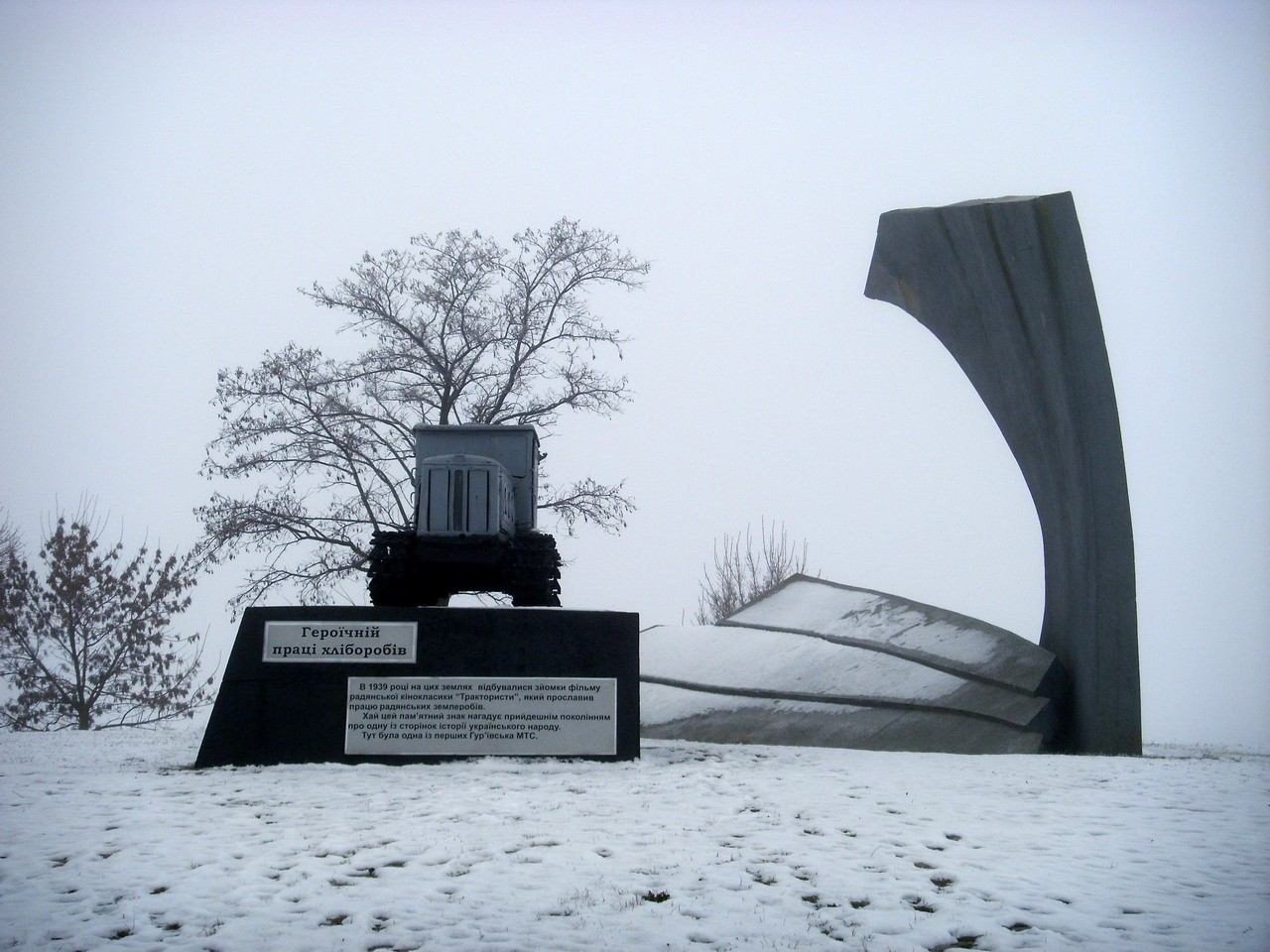
Пам'ятник трудовій славі у селі Гуріївка на місці Гур'ївської МТС, де знімали фільм

- Співавтором сценарію є український поет і письменник Аркадій Добровольський; напередодні прем'єри фільму був репресований, в титрах не зазначений[3].
- Як можна судити за вбранням та іменами героїв, дія відбувається в Україні, проте всі герої розмовляють літературною російською мовою; виключенням є стара Марківна, яка розмовляє з українським акцентом.
- Трактор «Сталінець-65» (ЧТЗ С-65), який був задіяний у фільмі, встановлений при в'їзді в село Гуріївка (Миколаївський район Миколаївської області, Україна), де відбувалися зйомки фільму.
- Клим Ярко йде з бригади у Тернівку, приміське селище Миколаєва неподалік Гуріївки, заселене болгарами[4].
- Фільм був істотно перероблений для видалення будь-яких згадок про Сталіна.